# DeRuyter, New York
DeRuyter, New York (енгл. DeRuyter) град је у америчкој савезној држави Њујорк.

## Демографија
По попису из 2010. године број становника је 558, што је 27 (5,1%) становника више него 2000. године.
| Група             | 2000.       | 2010.       |
| Белци             | 517 (97,4%) | 543 (97,3%) |
| Афроамериканци    | 4 (0,8%)    | 3 (0,5%)    |
| Азијати           | 3 (0,6%)    | 3 (0,5%)    |
| Хиспаноамериканци | 1 (0,2%)    | 2 (0,4%)    |
| Укупно            | 531         | 558         |